# 布萊恩 (喬治亞州)
布萊恩（英語：Blaine）是位於美國喬治亞州皮肯斯縣的一個非建制地區。該地的面積和人口皆未知。

## 地理
布萊恩的座標為34°30′38″N 84°33′25″W / 34.51056°N 84.55694°W，而該地的平均海拔高度為341米（即1119英尺）。